# مهرجان (إيران)
مِهرْگان أو أيضا جشن مهر بـالفارسية احتفال بـميثرا وهو احتفال فارسي ويقام بالخريف في شهر أكتوبر ويحتفلون به لتمجيد وتقدير يزاتا ميثرا ويزاتا في لغة الافستية: يستحق العبادة، أو المستحق بالعبادة أما ميثرا فقد كان أحد الآلهة الرئيسية وهو الذي عبر حدود العالم الفارسي ليصبح آنذاك أهم إله في الديانة السرانية-الباطنية التي كانت شائعة في الإمبراطورية الرومانية وغالبا ما ذكر في الأبستاق والأدب الزرادشتي الحديث، كما أن الأبستاق تُكرس له ترتيلة بأكملها. المستحق بالعبادة ميثرا هو المسؤول عن الصداقة، الحب، والمودة.
ويشار لذلك الاحتفال بشكل واسع بـ احتفال الخريف الفارسي.

## مقدمة
وفقًا لكتاب The Wiley Blackwell Companion to Zoroastrianism 2015 كان بالأساس عيد لتقدير الزرادشتي يزاتا ميثرا. وبحلول القرن الرابع قبل الميلاد، ذُكر بإنه أحد الأعياد المسماة أيّ الأعياد المسماة بشكل خاص بأسماء الملائكة أو الآلهة، وبقي ليومنا الحاضر. وما زال عند أغلب مسلمين إيران وهو من تلك الأعياد التي تعود لما قبل الإسلام والتي ظل الشعب يحتفل بها بصورة عامة.
مِهرْگان مخصص لـميثرا (مهر)، أما تيرگان فهو مخصص للإله تيشتريا (تير).
والأعياد المسماة هي احتفالات يحتفل بها كل سنة بيوم مسمى وشهر مسمى وهي مخصصة بـآلهة محددة، فيوم مهر في شهر مهر موافق أيضا ليوم حصد المزارعون محاصيلهم; وعلى هذا النحو فهم يحتفلون أيضا بحقيقة أن أهورامزدا قد منحهم تلك المحصولات ليتمكنوا من النجاة خلال الأشهر الباردة القادمة.
بغض النظر عن رصد أي تقويم لذلك، فمِهرْگان يوافق اليوم الـ 196 من تقويم السنة. بالنسبة لتقاويم التي تحوي 21 مارس/آذار كـالنوروز أو يوم رأس السنة الفارسية مثل فصلى، أما باستانى الذي يعنى قديم بالفارسية (هما نوعين من الأنواع المختلفة للتقويم الزرادشتي مثلها مثل التقويم الهجري الشمسي في إيران (گاه‌شماری ايرانى).
قد ذكر عالم الفلك البيروني في كتابه التفهيم لأوائل صناعة التنجيم في تعليم فن التنجيم، أن بعض الناس قد فضلوا مِهرْگان على النوروز أيْ يوم رأس السنة، نظرًا لتفضيلهم الخريف على الربيع.
كذلك ذكر البيروني أيام الاحتفال وأكد بعض الروايات المحلية المتعلقة بمِهرْگان وذكر نبذة عن حكايات من التراث الشعبي الإيراني: "بهذا اليوم قام فريدون بالتغلب على الشرير الضحاك وحبسه في جبل دماوند. وهناك أسطورة، وهي أيضا جزء من سلسلة تربط مِهرْگان بـالنوروز; حيث هزم الضحّاك جمشيد (الذي تذكره الأساطير على أنه مؤسس النوروز أيْ يوم رأس السنة) وبعدها هزم فريدون الضحّاك وأعاد الأمور إلى نصابها.
وعلاقة مِهرْگان بـ الربيع/الخريف، الزرع/الحصاد، الولادة/والبعث من تلك الأشياء التي لم يتجنبها البيروني حيث دَوَّنَ: «هم يعتبرون مِهرْگان كعلامة على البعث ونهاية العالم وفي مِهرْگان تنمو النباتات حتى تصل للكمال».

## في العصور القديمة
كان المِهرْگان يحتفل به كشكل من أشكال البذخ في مدينة برسيبوليس المعروفة حاليًا بـتخت جمشيد.
لم يكن مقتصر فقط بيوم الحصاد بل كان أيضا اليوم الذي تجمع به الضرائب، حيث كان الزوار من مختلف أقطار الإمبراطورية يحضرون الهدايا للملك، والكل يشارك باحتفال مفعم بالحيوية.
خلال فترة ما قبل الإسلام وصدر الإسلام في إيران، كان المِهرْگان يحتفل به بنفس الروعة والمراسم كـ النوروز.
كان إرسال وإعطاء الهدايا لملكهم ولبعضهم البعض أمر متعارف عليه، فالأغنياء بالعادة يعطون القطع المعدنية الذهبية والفضية، أما بالنسبة للأبطال والمحاربين يعطون الأحصنة بينما الآخرون يعطون الهدايا بناءًا على مستواهم المالي وقدراتهم، حتى لو كانت بسيطة جدًا كتفاحة. ومحظوظو الحظ كفاية يساعدون الفقراء بالهدايا.
أما الهدايا التي كانت تزيد عن 10,000 قطعة ذهبية معدنية مطلوبة من البلاط الملكي، وإذا أحتاج مانح الهدية للمال بأي وقت لاحق فالبلاط قد يعيد له أضعاف قيمة هديته.
كما كان الملوك يتبرعون للحضور مرتين في السنة: الأولى للجمهور في النوروز والأخرى في مِهرْگان، وخلال احتفالات المِهرْگان كان الملك يرتدي رداء من الفرو ويتبرع بجميع ملابسه الصيفية.
بعد غزو المغول لإيران فقدت احتفالات عيد المِهرْگان شعبيتها، لكن ليس بالنسبة لزرادشتيين من مدينة يزد وكرمان حيث استمروا باحتفالهم بالمِهرْگان بطريقة باذخة.

## في الوقت المعاصر
بالنسبة لهذا الاحتفال، المشاركين بالاحتفال يرتدون ملابس جديدة ويضعون منضدة مزخرفة وملونة، وبالنسبة لغطاء المنضدة يكون مزخرف بـمردقوش مجفف، كما توضع على المنضدة نسخة من خورده آفاستا أو بالفارسية خرده اوستا، وأيضا مرآة وكحل أو بالفارسية سرمه دان بجانب ماء الورد، وحلويات، وورود، وخضار، وفاكهة خصوصًا رمان، وتفاح، ومكسرات كاللوز، أو الفستق، وتوضع القليل من القطع الفضية المعدنية وبذور اللوتس بطبق من الماء المعطر بمستخلص المردقوش، كما أن المبخرة جزء لا يتجزأ من المنضدة ويوضع فيها اللبان وترمى بذور الحرمل الشائع في ألسنة اللهب.
في وقت الغداء عندما تبدأ المراسم:
1. يقف كل أفراد العائلة أمام المرآة لصلاة.
2. تضع شربات أمام العينين كفأل.
3. تأخذ حفنة من المردقوش الشائع، وبذور اللوتس والبرقوق وينثروها على رؤوس بعضهم البعض بينما يتعانقون.

في فترة الستينيات وزع المكتب البريدي في طهران العديد من الطوابع البريدية لإحياء ذكرى عيد مِهرْگان.
- كما ذكرتُ سابقًا مِهرْگان هو عيد يوم مسمى، وأعياد الأيام المسماة هي احتفالات يحتفل بها في يوم مسمى وشهر مسمى من السنة وكل يوم/شهر مسمى مخصص لملاك أو إله معين أيّ سمي على اسم الملاك أو الإله ولذلك يطلقون عليه يوم مسمى أو شهر مسمى، بالتأكيد الزرداتشيين الفارسيين قبل الإسلام كانت شهورهم مكونة من 30 يوم مما يعني كل يوم في الشهر له اسم مختلف وعدد أسماء الأيام 12، وتلك الأسماء تسمى بها الـ12 شهرًا، واليوم الذي يطابق اسمه اسم الشهر يحتفل به، لذلك كانت هنالك احتفالات بالحياة، بتغير الفصول، بالآلهة، والفرح وفي الزرادشتية، السعادة مهمة جدًا وتصنف على أنها إله مقدس يجب أن تجذبه لذلك هذه الديانة دائما ما تحتوي على الكثير من الأعياد والاحتفالات.
- ويعتمد موعد الـمِهرْگان على التقويم الذي يتبعه الزرادشتي أو غير الزرادشتي.